# Rhyscotus turgifrons
Rhyscotus turgifrons là một loài chân đều trong họ Rhyscotidae. Loài này được Budde-Lund miêu tả khoa học năm 1885.